# Museo de Historia Universitaria José María Morelos y Pavón
El Museo de Historia Universitaria José María Morelos y Pavón es un museo de historia localizado en Toluca de Lerdo. El museo se encuentra en el Patio del Centenario del Edificio Central de Rectoría de la Universidad Autónoma del Estado de México y está destinado a divulgar el papel histórico de esta universidad desde su fundación hasta la actualidad.

## Historia
El museo fue inaugurado el 3 de marzo de 2009, durante los últimos meses de la gestión del rector José Martínez Vilchis. Desde su inauguración al museo se la ha equipado con rampas en su acceso para personas con deficiencia motriz; audífonos, cédulas en braille, bustos y maquetas que pueden ser tocadas por personas con invidencia; y textos y pantallas táctiles para personas sordas.
El museo ha permanecido cerrado desde el 6 de mayo de 2025 tras la toma del Edificio Central de Rectoría por estudiantes en protesta por la falta de diálogo con el rector de la universidad dentro del contexto movimiento estudiantil de 2025. Mientras se realizaba la toma del edificio los estudiantes en paro y los administrativos aseguraron los museos y las oficias dentro de la rectoría.

## Museo
En sus exposiciones se plasma la evolución histórica de la educación en el Estado de México, desde la fundación del Instituto Literario en 1828 hasta su transformación en 1956 en la Universidad Autónoma del Estado de México. El museo cuenta con una línea del tiempo digital que se actualiza de manera continua, objetos originales, documentos históricos, maquetas y fotografías que forman parte del patrimonio cultural de la UAEMéx. El museo cuenta con siete salas de exposición, seis dedicadas de manera permanente a la historia de la universidad y una dedicada para exposiciones temporales:
- Primera sala: Exposiciones temporales
- Segunda sala: Liberalismo (Inicio del Instituto Literario)
- Tercera Sala: La Prensa
- Cuarta Sala: El Positivismo (Instituto Científico y Literario)
- Quinta Sala: La Autonomía
- Sexta y séptima salas: Dedicadas a la UAEMéx desde sus inicios hasta la actualidad

## Galería

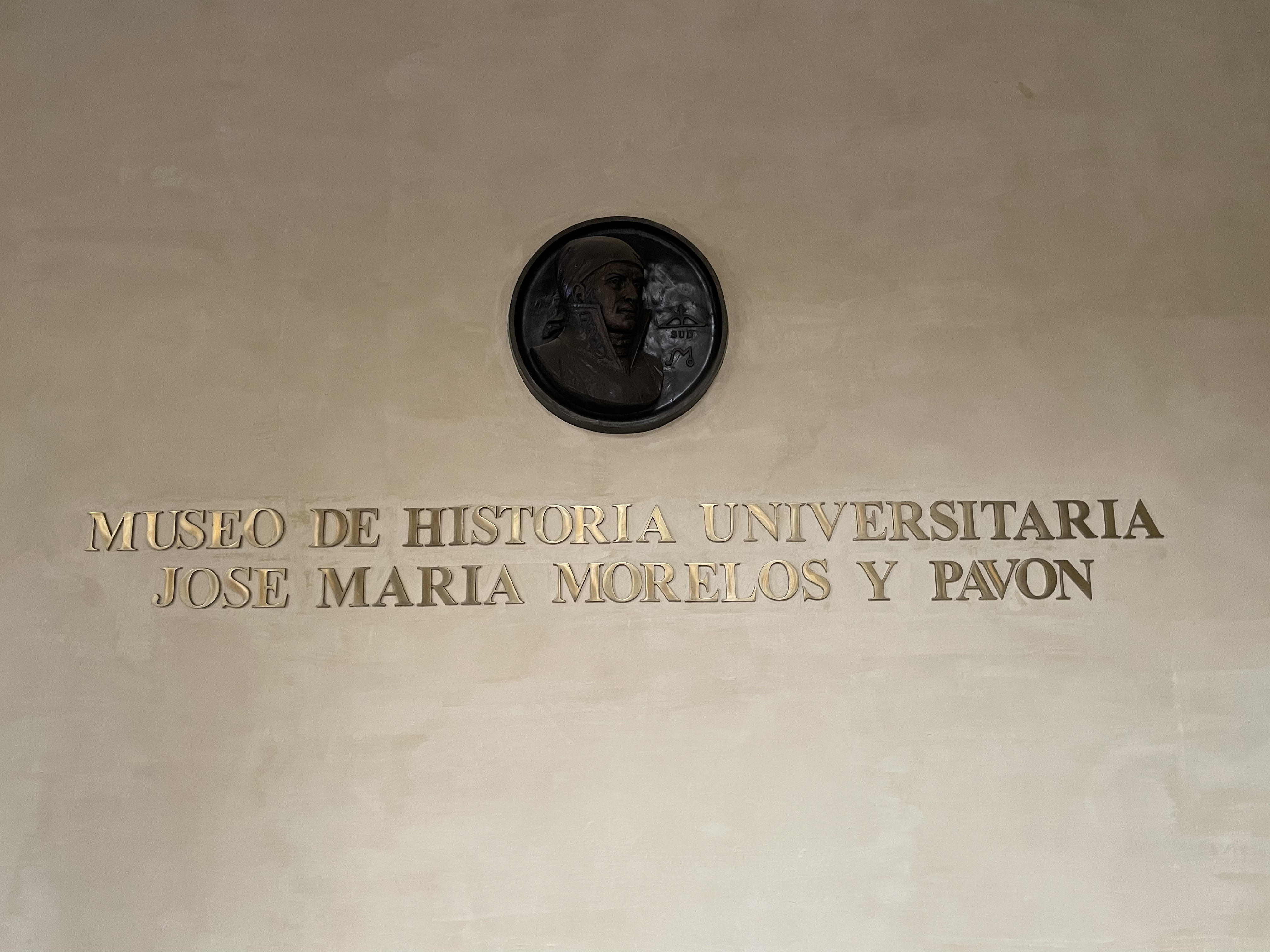
Entrada al museo
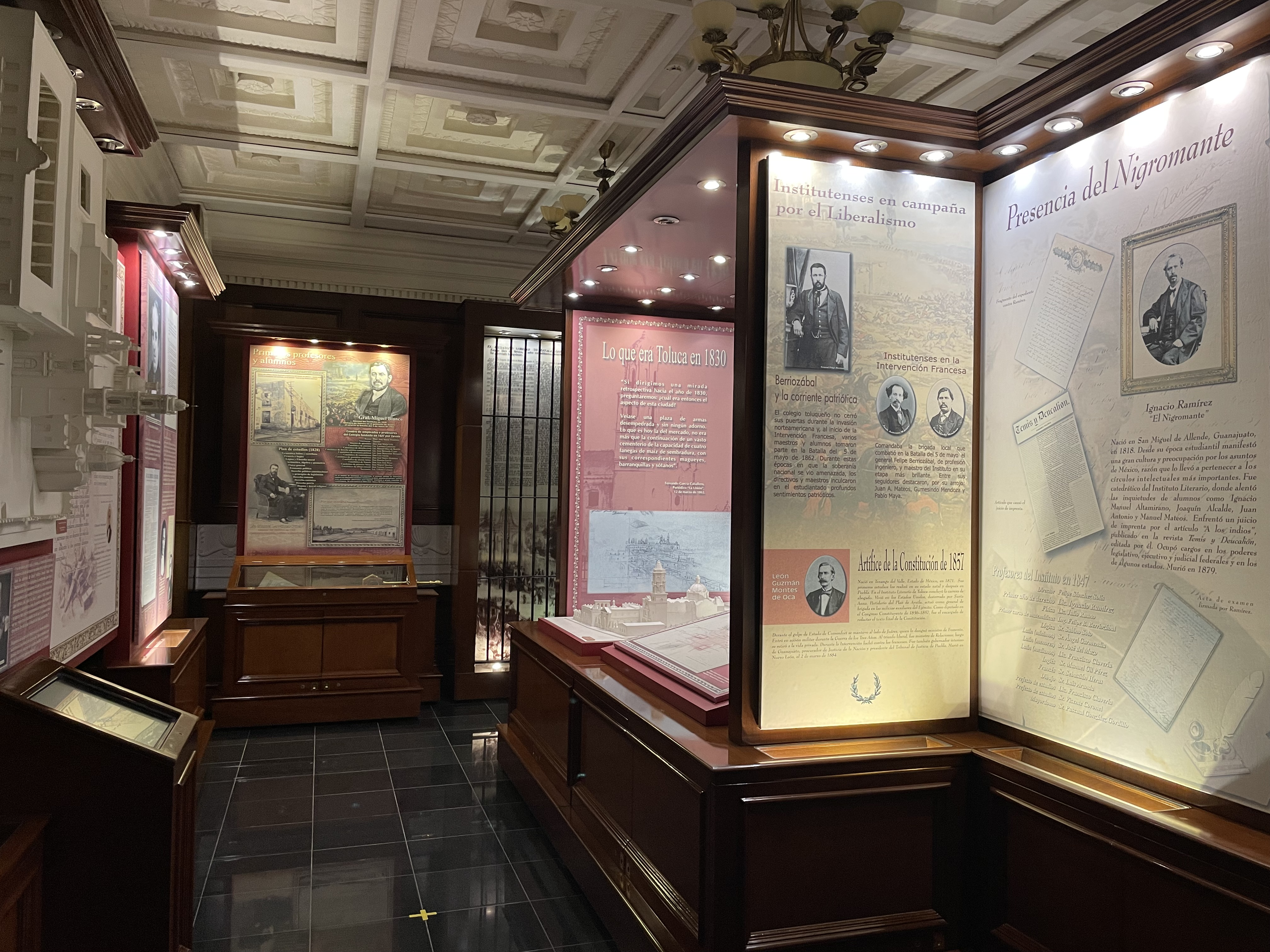
Sala del Liberalismo
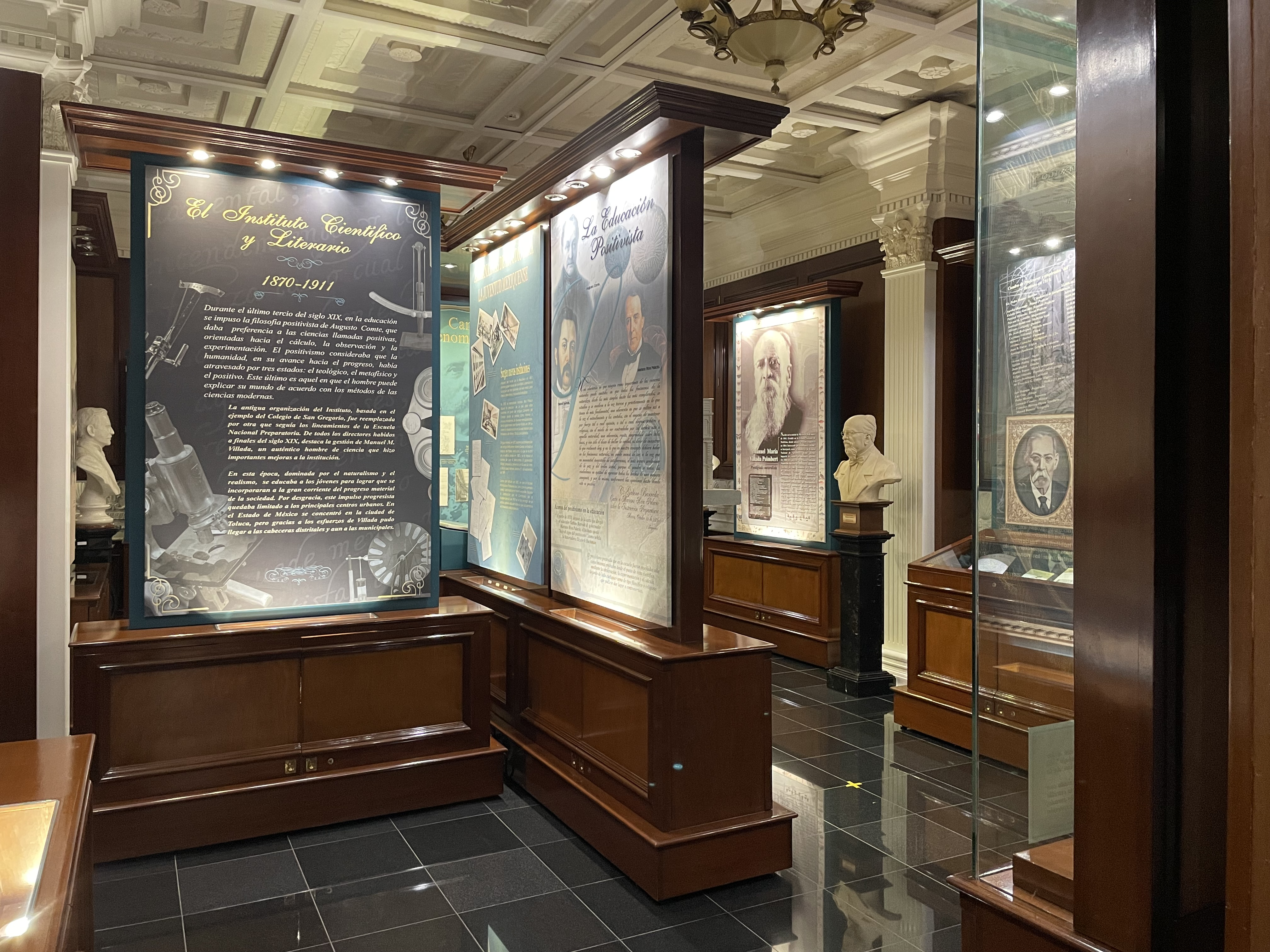
Sala del Positivismo
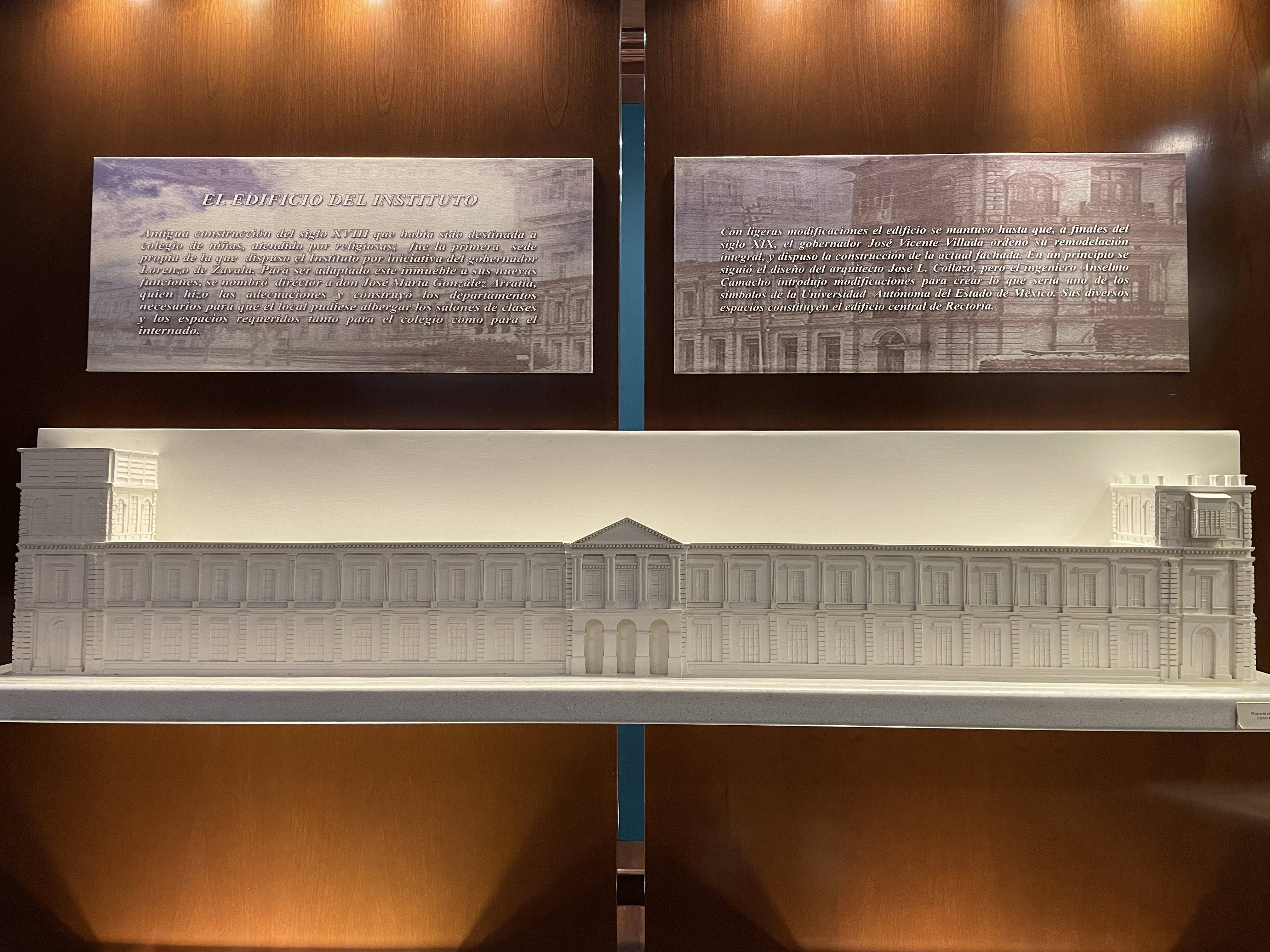
Maqueta de la fachada del Edificio Central de Rectoría
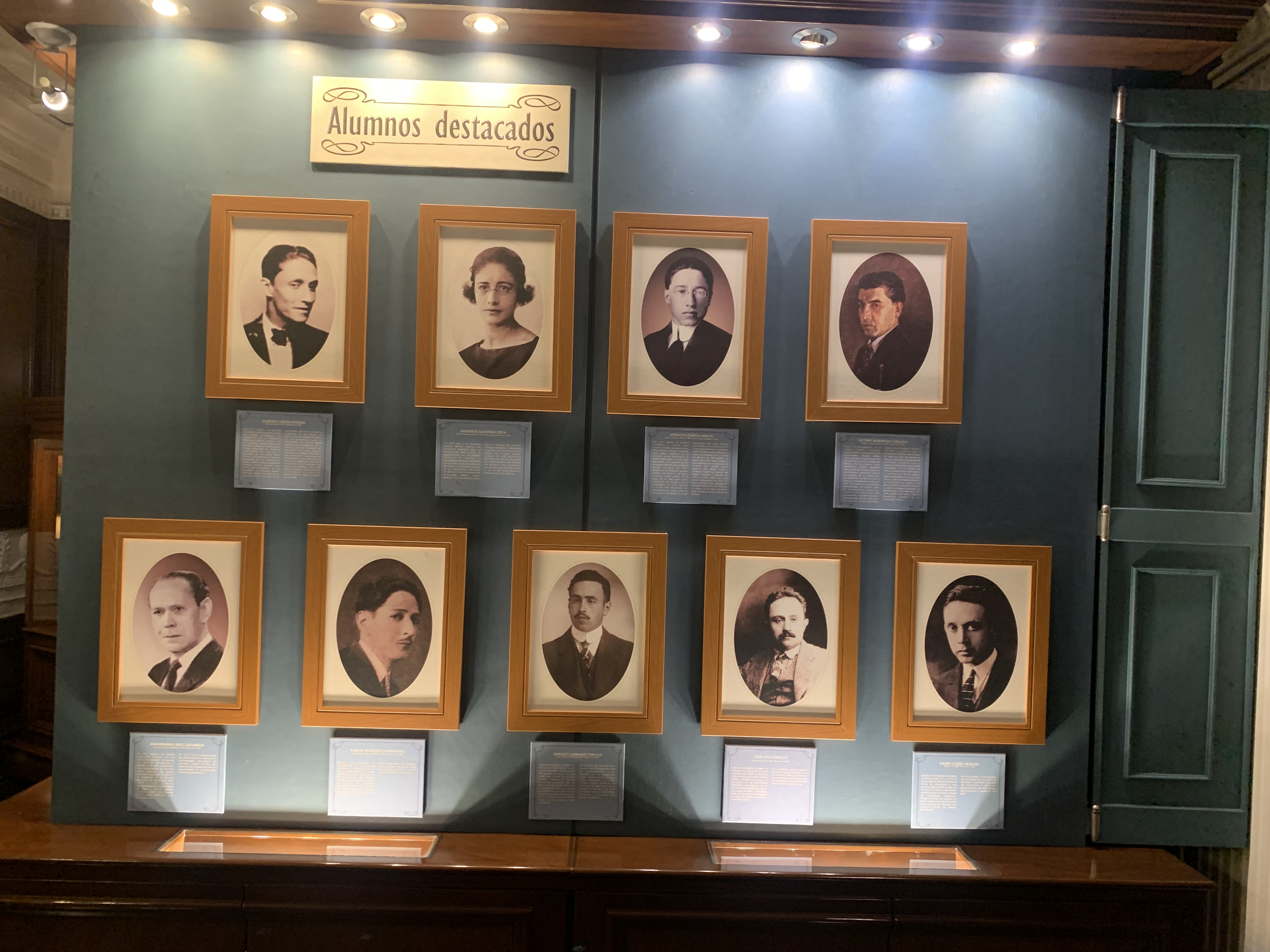
Alumnos notables del Instituto Literario
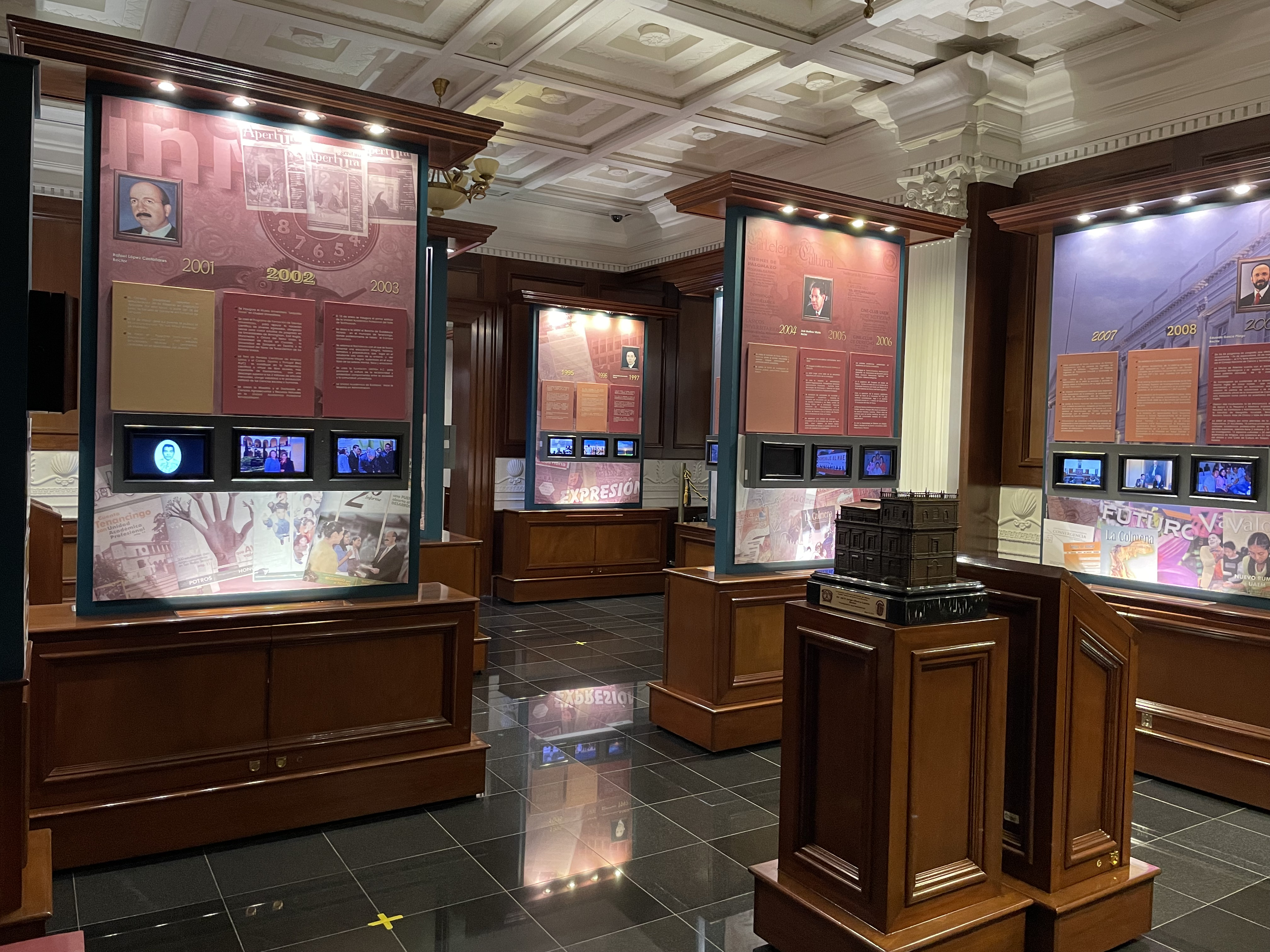
Séptima sala